# Kalat-e Naderi
Kalat-e Naderi est une forteresse naturelle, près de Tous en Iran. Il s’agit d’un plateau entouré de hautes falaises qui fut utilisé comme forteresse depuis l’Antiquité.

## Postérité
Il s’agirait de la seule forteresse qui n’ai pas été conquise par Tamerlan.